# Stazione di Shin-Daita
La stazione di Shin-Daita (新代田駅?, Shin-Daita-eki) è una stazione ferroviaria di Tokyo, situata nel quartiere di Setagaya, a 3,5 km di distanza dal capolinea di Shibuya.

## Linee
Keiō Corporation
● Linea Keiō Inokashira

## Struttura
La stazione è dotata di 2 binari con due marciapiedi laterali, e il corpo di stazione è sopra il piano del ferro.
| 1-2 | ■ Linea Inokashira | per Meidaimae, Eifukuchō, stazione di Kichijōji |
| 3-4 | ■ Linea Inokashira | per Shimo-Kitazawa, Komaba-Tōdaimae e Shibuya   |

## Stazioni adiacenti
| «                       | Servizio                | »                       |
| Linea Inokashira (IN06) | Linea Inokashira (IN06) | Linea Inokashira (IN06) |
| ----------------------- | ----------------------- | ----------------------- |
| Shimo-Kitazawa          | Locale                  | Higashi-Matsubara       |
| L'Espresso non ferma    |                         |                         |